# David Mirkin

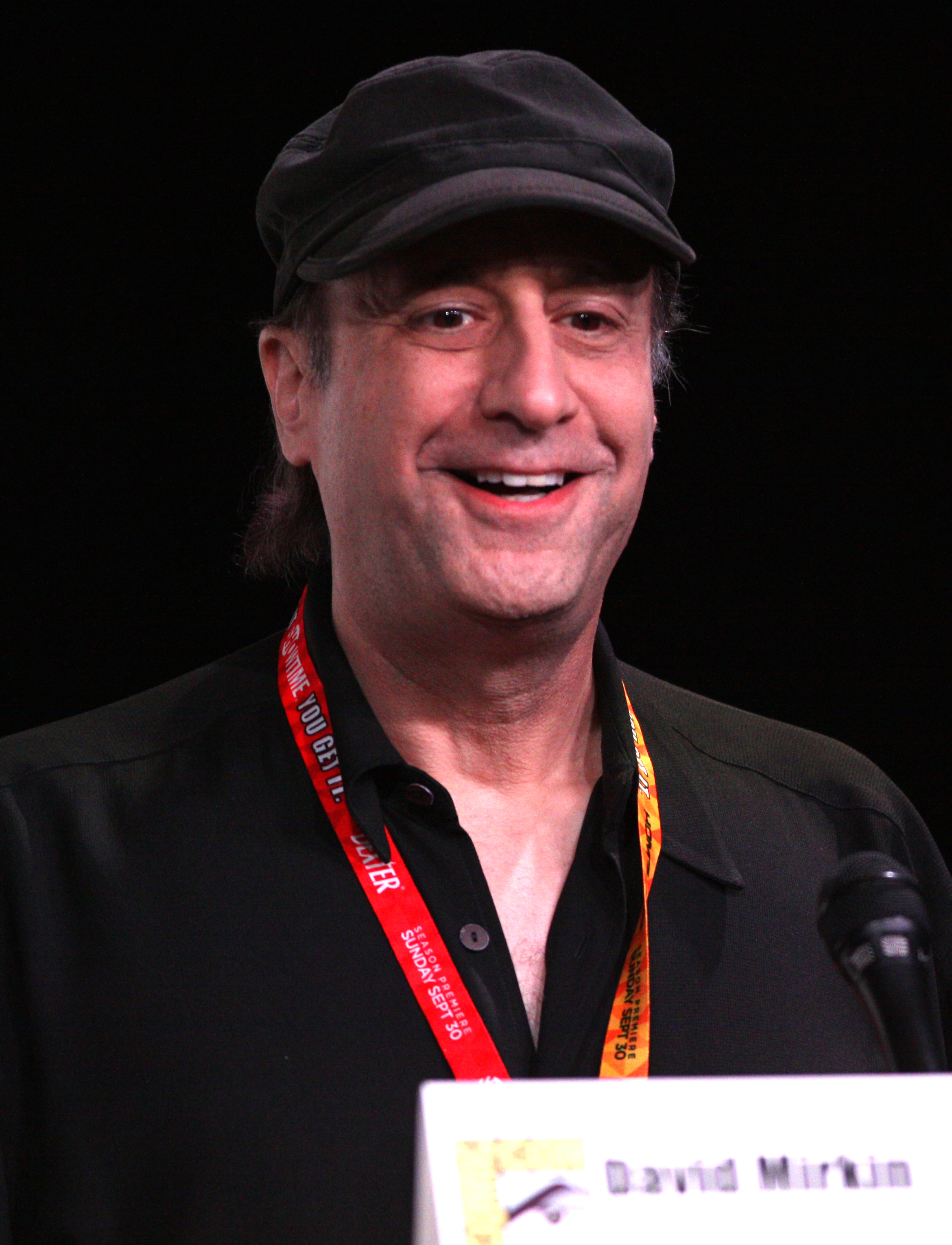
David Mirkin bei der Comic-Con in San Diego (2012)

David Mirkin (* 18. September 1955 in Philadelphia, Pennsylvania) ist ein amerikanischer Regisseur, Produzent und Drehbuchautor. Er war als Drehbuchautor unter anderem an den Sitcoms Die Larry Sanders Show und Herzbube mit zwei Damen beteiligt, ehe er ab 1993 die Funktion des Executive Producers in der Zeichentrickserie Die Simpsons übernahm. Später arbeitete er als Showrunner im Produktionsteam, schrieb jedoch weiterhin einzelne Folgen und war zudem an Die Simpsons – Der Film beteiligt. Seit dem Jahre 2013 steht er der Serie in beratender Funktion zur Verfügung.
Mirkin ist Peabody-Award- sowie fünffacher Emmy-Award-Preisträger. Zudem ist er Regisseur von Heartbreakers – Achtung: Scharfe Kurven! sowie Romy und Michele.

## Karriere

### Jugend
David Mirkin wuchs in Philadelphia auf und besuchte dort die High School. Wie sein Vater und Bruder wollte auch er Ingenieurwissenschaften studieren und besuchte so die Drexel University, verließ diese jedoch ohne Abschluss, da er die Tätigkeit als zu eintönig empfand. Bereits im Kindesalter zeigte Mirkin Interesse am Filmen, sodass er sich an der Film School der Loyola Marymount University in Los Angeles einschrieb und dort 1978 seinen Abschluss machte.

### Anfänge im Filmgeschäft
Mirkin begann seine Karriere 1982 als Stand-up-Comedian, wobei er Auftritte im ganzen Land hatte. 1983 kam er dann zu seiner ersten Anstellung im Show-Geschäft. Über seinen Cousin lernte er George Tricker kennen, der an The Ropers arbeitete, einer Sitcom, die einen Spin-off von Herzbube mit zwei Damen (im englischen Original Three’s Company) darstellte. Mirkin schrieb ein Drehbuch für The Ropers, das vom Produzenten der Serie abgelehnt wurde, jedoch auch von Bernie West, dem Autor von Three’s Company, gelesen wurde. Diesem gefiel Mirkins Stil, sodass er für drei Jahre an der Serie mitwirkte und Ideen einbrachte, obwohl die Produzenten in dieser Zeit kein einziges Drehbuch von ihm kauften. Mirkin war jedoch dankbar für die Gelegenheit, da er damit im Geschäft Fuß fassen konnte.
Mirkins Ziel war es, für die Sitcom Cheers zu schreiben, und er erarbeitete sich die Möglichkeit, ein Drehbuch auf Probe für eine der letzten Folgen der ersten Staffel zu schreiben. Allerdings lehnte sein Agent den Job ohne sein Wissen ab, woraufhin Mirkin diesen entließ. Über seinen neuen Agenten erhielt er dann eine feste Anstellung als Drehbuchautor der Comedy-Serie Newhart. Nach eineinhalb Jahren als Autor übernahm er zudem die Funktion des Executive Producers sowie des Showrunners der Serie und drehte auch einige Episoden selbst. Nachdem er 1987 den Emmy Award für Outstanding Writing for a Comedy Series erhalten hatte, verließ er das Produktionsteam 1988.
1990 konzipierte und produzierte Mirkin mit Get a Life seine erste eigene Sendung (gemeinsam mit Chris Elliott). Als Executive Producer war er für die gesamte Produktion verantwortlich und drehte auch die meisten Episoden selbst. Nach zwei Staffeln wurde Get a Life 1992 abgesetzt. Es folgte eine Zusammenarbeit mit Julie Brown, aus der 1992 die Sketchserie The Edge hervorging. Bereits 1993 verließ er das Produktionsteam wieder.

### Die Simpsons
Direkt nachdem er The Edge verlassen hatte kontaktierte ihn der Executive Producer der Simpsons, James L. Brooks. Nachdem im Anschluss an die vierte Staffel ein Großteil des ursprünglichen Produktionsteams die Serie verlassen hatte, war es an Mirkin, einen grundlegenden Neuaufbau zu starten. Er selbst übernahm die Posten des ausführenden Produzenten und Showrunners und engagierte anderem Mike Scully und David X. Cohen für das Produktionsteam. Mit seiner Arbeit prägte er eine „Ära Mirkin“ in der Serie, die bei Fans besondere Beliebtheit genießt. Bis 1995 war er Executive Producer, danach hatte er jedoch weiterhin großen Anteil am gesamten Produktionsprozess. Deep Space Homer ist die einzige von Mirkin komplett selbst geschriebene Folge und wird bis heute in verschiedenen Top-Ten-Listen der besten Episoden geführt. Bis heute steht Mirkin der Serie in beratender Funktion zur Verfügung und war auch an Die Simpsons – Der Film beteiligt. Für seine Arbeit rund um die Serie erhielt Mirkin vier Emmy Awards sowie einen Peabody Award.
In seiner Tätigkeit als Regisseur entstanden bisher Heartbreakers – Achtung: Scharfe Kurven! sowie Romy und Michele. 2012 wurde Mirkin mit Drehbuch und Regie für die Verfilmung von Richard Bransons Memoiren Losing My Virginity beauftragt.